# Micranthocereus streckeri
Micranthocereus streckeri är en kaktusväxtart som beskrevs av Van Heek och Van Criek. Micranthocereus streckeri ingår i släktet Micranthocereus och familjen kaktusväxter. Inga underarter finns listade i Catalogue of Life.